# Črni Vrh (gmina Tabor)
Črni Vrh – wieś w Słowenii, w gminie Tabor. W 2018 roku liczyła 169 mieszkańców.